# European Federation of National Youth Orchestras
Die European Federation of National Youth Orchestras (EFNYO) ist eine Vereinigung europäischer nationaler Jugendorchester auf vorberuflichem Niveau. Der Verein wurde 1994 gegründet und hat seinen Sitz in Wien.

## Ziele
Zweck ist es, die Zusammenarbeit zwischen den Jugendorchestern zu fördern und Austauschprojekte zu ermöglichen. Damit soll neben den musikalischen Erfahrungen auch der kulturelle Austausch ein wichtiger Bestandteil sein.

## Vollmitglieder
- Jonge Filharmonie/Jeune Philharmonie (Belgien)
- Sibelius Academy Symphony Orchestra (Finnland)
- Orchestre français des jeunes (Frankreich)
- Junge Deutsche Philharmonie (Deutschland)
- National Youth Orchestra of Ireland (Irland)
- Orchestra Giovanile Italiana (Italien)
- Nationaal Jeugd Orkest (Niederlande)
- Ungdomssymfonikerne (Norwegen)
- Wiener Jeunesse Orchester (Österreich)
- National Youth Orchestra of Scotland (Schottland)
- Joven Orquesta Nacional de España (Spanien)
- Turkish National Youth Philharmonic Orchestra (Türkei)

## Assoziierte Mitglieder
- Jugendorchester der Europäischen Union (Großbritannien, ab 2018 Italien[1])
- Gustav Mahler Jugend Orchester (Österreich)
- Schleswig-Holstein Festival Orchester (Deutschland)
- World Orchestra of Jeunesses Musicales (Belgien)
- Orkester Norden (Dänemark)
- Orchestre des Jeunes de la Mediterranee (Frankreich)
- Jeune Orchestre Atlantique (Frankreich)
- Kongelige Danske Musikkonservatorium (Dänemark)
- Jugend Sinfonie Orchester Konservatorium Bern (Schweiz)
- National Youth Orchestra of Cyprus (Cyprus)
- Baltic Sea Youth Philharmonic (Deutschland)

## Kooperierende Mitglieder
- Music Centre Slovakia (Slowakei)
- Prague Student Symphony Orchestra (Tschechische Republik)
- young.euro.classic (Deutschland)
- Orchestra of the Beethoven Academy, Kraków (Polen)
- Young Israel Philharmonic (Israel)
- Sofia Youth Philharmonic (Bulgarien)
- South African National Youth Orchestra Foundation (Südafrika)